# Первый дивизион Футбольной лиги
Первый дивизион Футбольной лиги (англ. Football League First Division) — высший дивизион английского чемпионата в системе футбольных лиг Англии с 1892 по 1992 год (ему на замену пришла Премьер-лига), а также высший дивизион Футбольной лиги с 1993 по 2004 год (на замену ему пришёл Чемпионшип).

## История
Футбольная лига была основана в 1888 году директором «Астон Виллы» Уильямом Макгрегором. Первоначально она включала лишь один дивизион из 12 клубов: «Аккрингтон», «Астон Вилла», «Блэкберн Роверс», «Болтон Уондерерс», «Бернли», «Дерби Каунти», «Эвертон», «Ноттс Каунти», «Престон Норт Энд», «Сток», «Вест Бромвич Альбион» и «Вулверхэмптон Уондерерс» и называлась просто «Футбольная лига». В 1892 году в Лигу вошли дополнительные клубы из Футбольного альянса (конкурентов Футбольной лиги на тот момент), и Лига разделилась на два дивизиона. Исходная Лига пополнилась двумя лучшими клубами Футбольного альянса и была переименована в Первый дивизион, тогда как оставшиеся клубы Альянса сформировали Второй дивизион.
В течение последующих 100 лет Первый дивизион был элитным дивизионом английского футбола. В 1992 году 22 клуба, входившие в Первый дивизион, приняли решение выйти из Футбольной лиги и образовали Премьер-лигу. Главной причиной такого решения со стороны клубов было закрепление своего статуса самых богатых и крупных клубов страны и извлечение финансовой выгоды, в том числе за счёт получения большей прибыли от продажи прав на телевизионные трансляции. После этого Футбольная лига была реорганизована: бывшие Второй, Третий и Четвёртый дивизионы стали Первым, Вторым и Третьим соответственно. Таким образом, Первый дивизион, продолжая оставаться высшим дивизионом Футбольной лиги, стал лишь вторым звеном в системе футбольных лиг Англии.
Перед началом сезона 2004/05 Первый дивизион в коммерческих целях был переименован в Чемпионшип.

### Клубы, выступавшие только в Первом дивизионе
Клубы, выступавшие только в элитном Первом дивизионе (до 1992 года), но ни разу не выходили в Премьер-лигу, включают в себя: «Аккрингтон», «Брэдфорд Парк Авеню», «Бристоль Сити», «Бери», «Карлайл Юнайтед», «Дарвен», «Глоссоп Норт Энд», «Гримсби Таун», «Лейтон Ориент», «Миллуолл», «Нортгемптон Таун», «Ноттс Каунти», «Оксфорд Юнайтед» и «Престон Норт Энд». «Ноттс Каунти» был членом Первого дивизиона в его последнем сезоне 1991/92 перед созданием Премьер-лиги. «Сток Сити», игравший в Первом дивизионе, впервые вышел в Премьер-лигу в сезоне 2008/09, «Блэкпул» впервые добился этого права в сезоне 2010/11, «Суонси Сити» — в сезоне 2011/12, «Кардифф Сити» — в сезоне 2013/14, «Брайтон энд Хоув Альбион» и «Хаддерсфилд Таун» — в сезоне 2017/18, «Брентфорд» — в сезоне 2020/21, «Лутон Таун» — в сезоне 2023/24.
Из этих клубов лишь «Престон Норт Энд» становился чемпионом Англии; «Аккрингтон» был расформирован, а «Брэдфорд Парк Авеню», «Дарвен» и «Глоссоп» многие годы выступали в нижних дивизионах и всё ещё остаются за пределами Английской футбольной лиги.

## Размер
Первый дивизион был создан 12 клубами в 1892 году; с тех пор он постоянно расширялся, так как футбол становился все более популярной игрой и количество клубов возрастало. В конце 1980-х годов количество команд-участников даже сокращалось, хотя и на короткое время. В таблице представлены все количественные изменения состава Первого дивизиона.
| Кол-во клубов | Годы      |
| ------------- | --------- |
| 12            | 1888—1891 |
| 14            | 1891—1892 |
| 16            | 1892—1898 |
| 18            | 1898—1905 |
| 20            | 1905—1915 |
| 22            | 1919—1987 |
| 21            | 1987—1988 |
| 20            | 1988—1991 |
| 22            | 1991—1995 |
| 24            | 1995—2004 |

1. ↑  в качестве второго уровня системы футбольных лиг Англии